# Burchardieae
Burchardieae је трибус фамилије мразоваца (Colchicaceae), који обухвата само један аустралијски род, Burchardia. Биљке овог рода и трибуса поседују ризом са танким љуспастим листићима и плод чауру. 